# Адамс, Чарльз Фрэнсис III
Чарльз Фрэнсис Адамс III (англ. Charles Francis Adams III; 2 августа 1866, Куинси, Массачусетс, США — 10 июня 1954, Бостон, Массачусетс, США) — американский государственный деятель, министр военно-морских сил США при президенте Герберте Гувере.

## Биография
Чарльз Фрэнсис Адамс III родился 2 августа 1866 года в Куинси в семье Джона Куинси Адамса II (1833—1894) и Фрэнсис «Фанни» Кадваладер Крауниншилд (1839—1911).
В 1888 году Адамс с отличием окончил Гарвардский колледж, а в 1892 году окончил юридический факультет Гарварда. В 1893 году вступил в коллегию адвокатов, а позже занимался бизнесом. С 1896 по 1897 год Адамс занимал пост мэра Куинси в штате Массачусетс.
В 1903 году, будучи президентом Массачусетского исторического общества, Адамс предложил Конгрессу восстановить знаменитый фрегат USS Constitution и вернуть его на действительную службу. Это привело к тому, что Конгресс санкционировал выделение средств на восстановление «Конституции» и открыл её для публики в 1907 году.
В 1916 году законодательное собрание Массачусетса и электорат одобрили созыв конституционного съезда. Адамс был избран делегатом по особым поручениям в качестве члена Конституционного собрания штата Массачусетс в 1917 году.
За всю свою карьеру являлся сотрудником 43 корпораций, включая несколько банков и многие крупнейшие компании страны, такие как Union Pacific Railroad.
Адамс был назначен министром военно-морских сил 5 марта 1929 года президентом Гербертом Гувером. Он активно пропагандировал общественности понимание незаменимой роли военно-морского флота в международных делах и усердно работал над поддержанием мощи и эффективности военно-морских сил во время Великой депрессии. Участвовал в заключении Лондонского морского договора 1930 года, где успешно поддержал принцип военно-морского паритета Соединенных Штатов с Великобританией. В своих мемуарах Гувер отметил, что, если бы он знал Адамса в начале его президентства так же хорошо, как в конце, он бы назначил Адамса своим государственным секретарём. Адамс ушёл в отставку со своего поста 4 марта 1933 года.
Адамс был сторонником ограниченных президентских сроков задолго до принятия 22-й поправки и выступал за то, чтобы президенты были обязаны отказываться от политической партии и чтобы после того, как они покинут пост президента, они становились членами Сената США по должности.
В 1932 году был избран членом Американской академии искусств и наук.
Чарльз Фрэнсис Адамс умер 11 июня 1954 года и был похоронен на кладбище Маунт-Волластон в Куинси 13 июня 1954 года. Его имущество, оценённое в 1954 году в 192 000 долларов, было оставлено его вдове.

## Семья
3 апреля 1899 года Чарльз Адамс женился на Фрэнсис Ловеринг (1869—1956), дочери политика Уильяма Ловеринга (1835—1910). Вместе у них родилось двое детей:
- Кэтрин Фрэнсис Ловеринг Адамс (1902—1988), вышла замуж за Генри Стёрджиса Моргана, сына Джона Пирпонта Моргана-младшего и одного из основателей Morgan Stanley[14][15].
- Чарльз Фрэнсис Адамс IV (1910—1999), предприниматель, президент компании Raytheon[16].

## Память
В его честь был назван эсминец ВМС США USS Charles F. Adams.